# مهران ضیغمی
مهران ضیغمی (زاده ۲۷ مرداد ۱۳۷۰) بازیگر تلویزیون و‌ سینمای ایران است.

## زندگی‌نامه
مهران یک برادر کوچکتر از خود به نام عرفان دارد. او مهم‌ترین کار هنری خود را ” تولدی دیگر ” داریوش فرهنگ می‌داند. او علاوه بر تحصیل در رشته کارگردانی تئاتر و بازیگری در زمینه مد و لباس نیز کم و بیش فعالیت می‌کند. مهران ضیغمی تاکنون در بیش از ۴۰ کار تصویری بازی کرده است. با بازی در نقش سهیل در سریال تولدی دیگر به شهرت رسید. وی در سال ۹۳ با دعوت حسین سهیلی زاده در سریال آخرین بازی نقش خشایار را ایفا می‌کند. به گفته خودش در سال ۷۶ توسط دوست پدرش برای کار پشت دیوار شب انتخاب شده است.

## فعالیت‌های حرفه‌ای

### فیلم سینمایی
- پشت دیوار شب (۱۳۷۶ مهران تأییدی)
- تارزن و تارزان (۱۳۸۰ علی عبدالعلی زاده)
- پسران آجری (۱۳۸۵ مجید قاری زاده)
- ارثیه فامیلی (۱۳۹۹ احمد رضی)

### مجموعه تلویزیونی
- دنیای شیرین (۱۳۷۶ بهروز بقایی)
- تولدی دیگر (۱۳۷۷ داریوش فرهنگ)
- قطار ابدی (۱۳۷۸–۷۹ بیژن بیرنگ و مهران رسام)
- جوانی (۱۳۸۰ سعید سلطانی)
- زیر آسمان شهر (۱۳۸۰ مهران غفوریان)
- رانت‌خوار کوچک (۱۳۸۲ حسین سهیلی‌زاده)
- مردان کوچک (۱۳۸۳ اکبر منصورفلاح)
- فصل زرد (۱۳۸۴ محمدرضا زهتابی)
- بچه‌های هور (۱۳۸۴ عبدالله باکیده)
- جستجو (۱۳۸۶ علی درخشی)
- آخرین بازی (۱۳۹۳ حسین سهیلی‌زاده)
- یادآوری(۱۳۹۲حجت قاسم زاده اصل)
- پلاک ۱۳ (۱۴۰۰ آرش معیریان)
- سوجان (۱۴۰۳) حسین تبریزی